# Németország űrkutatása
Német űrkutatás. A második világháborút követően a győztes hatalmak megtiltották Németország újrafegyverkezését. A német tudósok, mérnökök, technikusok a rakétatechnikai hordozó eszközök hiányában a franciákkal szövetkeztek. A kifejlesztett kutató eszközeiket önállóan vagy Amerikával együttműködve készítették, amerikai és francia hordozóeszközökkel emelték a világűrbe.

## Történelmi összefoglaló

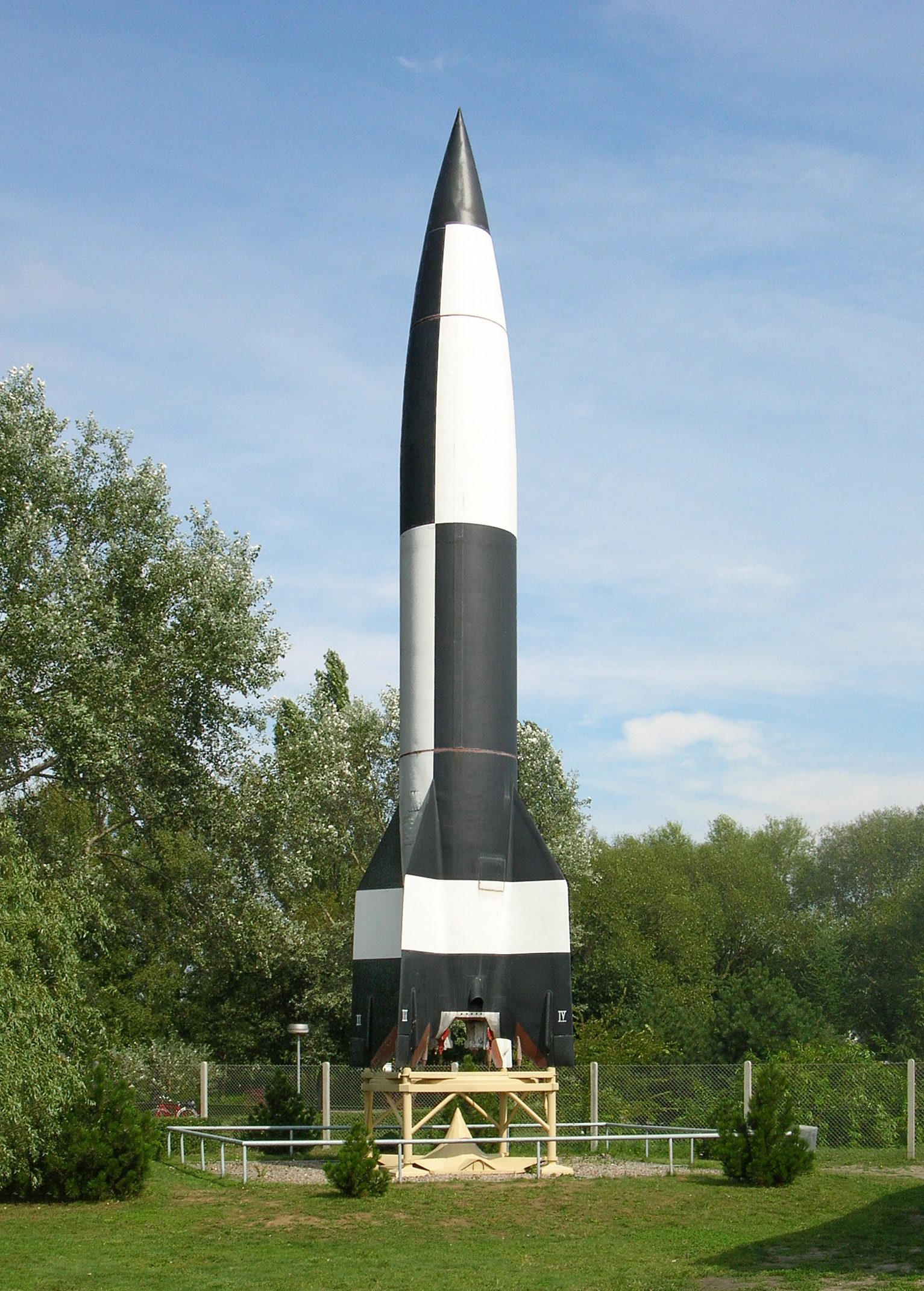
V–2 másolata a Műszaki-történeti Múzeumban (Peenemünde)

A II. világháborúban történt szerepvállalása következtében a rakétafejlesztést (gyártást) a győztes hatalmak nullára redukáltak. A német fejlesztésű V–2 rakétákat, alkatrészek illetve a képzett állományt (mérnökök, technikusok) a pillanatnyi erőhelyzetnek megfelelően mindenki a sajátjának tekintette.
Nem tudni, hogy a nyugati országokba, amerikába került szakállomány további fejlesztéseiből mennyi jutott vissza Nyugat-Németországba. A német űrkutatás csak az 1960-as évek elején kezdte szárnyait bontakoztatni. Szorosan együttműködik a francia (CNES) és amerikai (NASA) Űrügynökségekkel.
1961-ben a német légi járművek gyártói: a Focke-Wulf-Flugzeugbau AG, a Weser-Flugzeugbau GmbH (Weserflug) és a Hamburger Flugzeugbau GmbH (HFB) megalakították az ENRO (Entwicklungsring North) munkacsoportot. Célja, hogy az NSZK északi térségében, technikailag és anyagilag alátámasztott űrkutatási centrumot hozzanak létre. Működésének támogatására 1964-ben létrehozták az ERNŐ Aerospace Engineering GmbH-t (Bremen), a repülési és űrhajózási technológiák összpontosítására. Megkapta a nemzeti- és a nemzetközi űrkutatási programok koordinálásának jogát. 1967-ben 10 millió DM (német márka) volt az alaptőkéje, 994 tudományos munkatársat foglalkoztatott.

## Programok
- Először német–francia együttműködés keretében volt német űrprogram. A franciáknál kialakult új tervek Guyana Űrközpont fejlesztése miatt megszakadt a szoros együttműködés.
- 1966-ban Ludwig Erhard Németország kancellárja és Lyndon Baines Johnson 36. elnöke együttműködési megállapodást kötött a világűrkutatás érdekében.
- Hordozórakétával nem rendelkezve nemzetközi kooperációra törekedve bekapcsolódtak a közös európai űrkutatási programba. 1966-ban az első ELDO (European Launcher Development Organisation) konferencián, majd a következő időszakokban aktív szerepet vállaltak. Az Európa hordozórakéta fejlesztés nem adott biztos eszközt műholdak feljuttatására. A rakéta harmadik, az Astris fokozatát készítette az NSZK.
  - Astris. Rakétafokozat hossza 3,81, átmérője 2 méter, tömege 3370 kilogramm, ebből a hajtóanyag 2800 kilogramm. Egy tüzelőterű hajtóművének tolóereje a világűrben 22,554 kN, égésideje 360 másodperc. A rakéta-hajtóanyaga nitrogén-tetraoxid és Aerozin–50 keveréke.
- Azur–1 German Research Satellite (GRS–1) az első német műhold.
- Európai Űrkutatási Szervezet (ESRO). 1962. március 29-én – Ausztrália, Belgium, Egyesült Királyság, Franciaország, Hollandia, NSZK és Olaszország létrehozták az Űrrepülők Indítóberendezései Fejlesztésének és Megépítésének Európai Szervezetét (ELDO).
- TD–1; TD–2 csillagászati műholdak.
- Helios-program műholdjait kizárólag a Nap kutatására szánták. A Szövetségi Minisztérium (BMFT) megrendelésére építette a Messerschmitt-Bölkow-Blohm (MBB).
- 1977. június 26-án belépett az Európai Űrügynökségbe (ESA).
- COS–B (Cosmic Ray Satellite B) tudományos műhold a kozmikus gamma sugárzás tanulmányozására.
- Spacelab, mikrogravitációs laboratórium, az űrrepülőgép program tudományos egysége.

- ERNÖ közreműködésével a repülőgép-ipar kifejlesztett számos alkatrészt, eszközt (kis motorok, tartályok, szerkezetek, elektronika dobozok), részt vettek valamennyi európai űrprogramban.
- ERNÖ vezető szerepet vállalt az Ariane rakéták fejlesztésében és gyártásában.
- 1982-ben az ERNÖ és a Messerschmitt-Bölkow-Blohm (MBB) egyesítette erőit, létrehozták a német Aerospace AG (DASA).